# Neobidessus tricorni
Neobidessus tricorni är en skalbaggsart som beskrevs av Young 1981. Neobidessus tricorni ingår i släktet Neobidessus och familjen dykare. Inga underarter finns listade i Catalogue of Life.